# Szent Bertalan-templom (Toledo)
A Szent Bertalan-templom a közép-spanyolországi Toledo egyik középkori eredetű (később átépített) műemléke.

## Története
Az eredeti templom a 12. és 13. századok között épült, többek között egy muzulmán minaret templomtoronnyá alakításával. Ma már a régi épületből csak ez a torony maradt fenn, valamint néhány 12. századi oszlop és a 13. századi mudéjar szentély egy része.
A következő évszázadokban a templomot számos alkalommal átalakították. A 15. században a presbitérium körüli rendkívül vastag falakban két kis temetőkápolnát hoztak létre, a 16. században pedig Jorge Manuel Theotocópuli a templomhoz tartozó Szent Katalin-kápolnát alakította át. 1870-ben a hajó egy része leomlott, ezért szinte teljesen újjá kellett építeni. 1877-ben az épület a Jerónimas de la Reina nevű kolostoré lett. 1957-ben ismét felújították, majd később szemináriumként hasznosították. 1998-ban felvették a spanyol kulturális javak listájára.

## Leírás
A templom Toledo tartomány székhelyének, Toledónak a történelmi belvárosában található, szűk utcákkal szegélyezve. Hajója nagyjából kelet–nyugati irányú, négyzet keresztmetszetű tornya az északkeleti részén emelkedik a félköríves záródású szentély közelében. A belső háromhajós. Külsejének talán leglátványosabb része a szentélyzáródás, amely három különböző szintre oszlik: ezekben közös, hogy mindegyik szintet bélletes (két egymásba ágyazott ívből álló) ívsorok díszítik, ám az ívek típusa eltér. Az első szinten mind a külső, mind a belső ívek félkör alakúak, a másodikon a külsők sokkaréjosak, a belsők az arab stílusra jellemzően hagyma alakúak, a harmadikon pedig a külső ívek patkó, a belsők pedig szintén hagyma alakúak.

## Képek

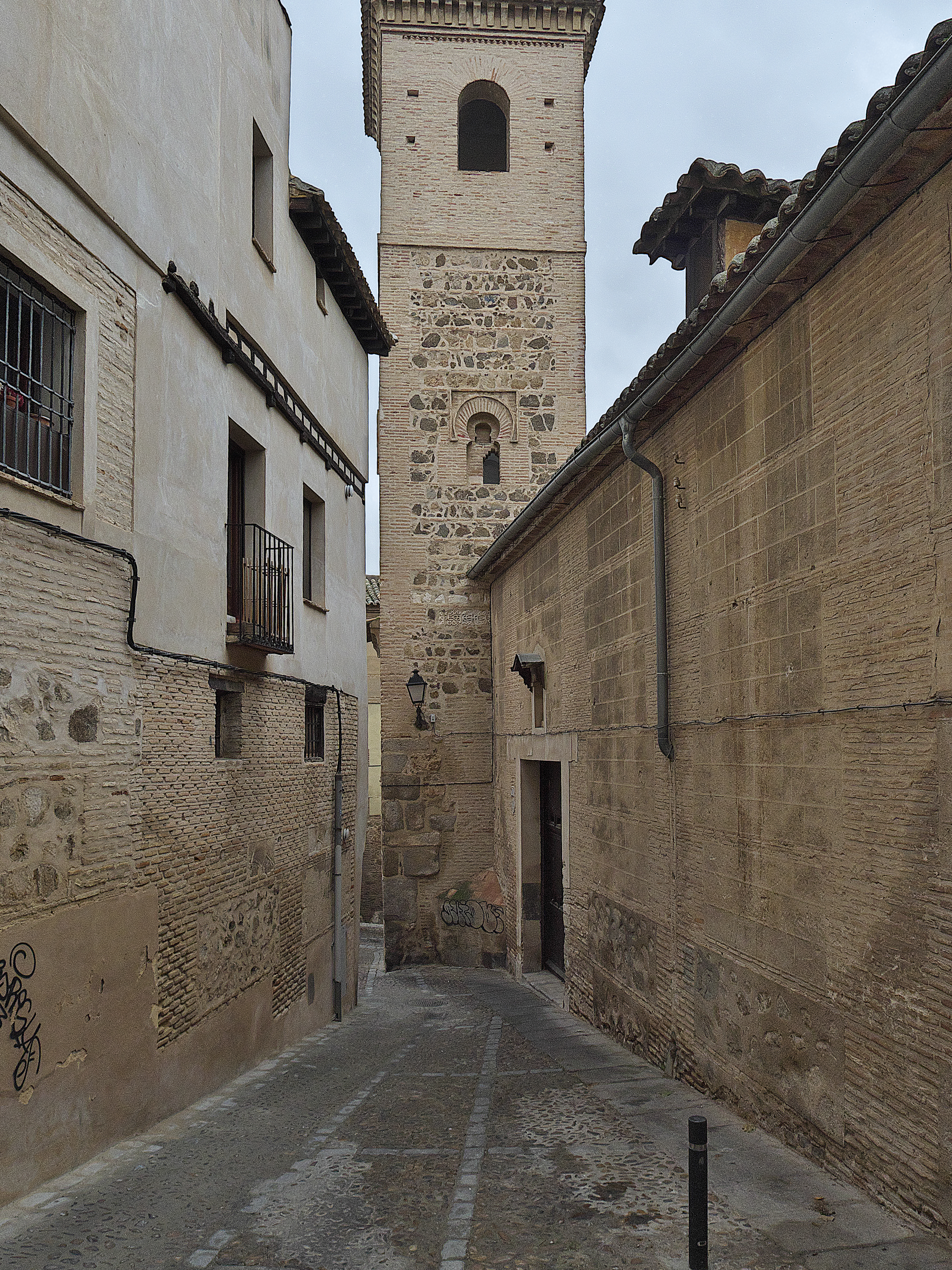
A templom
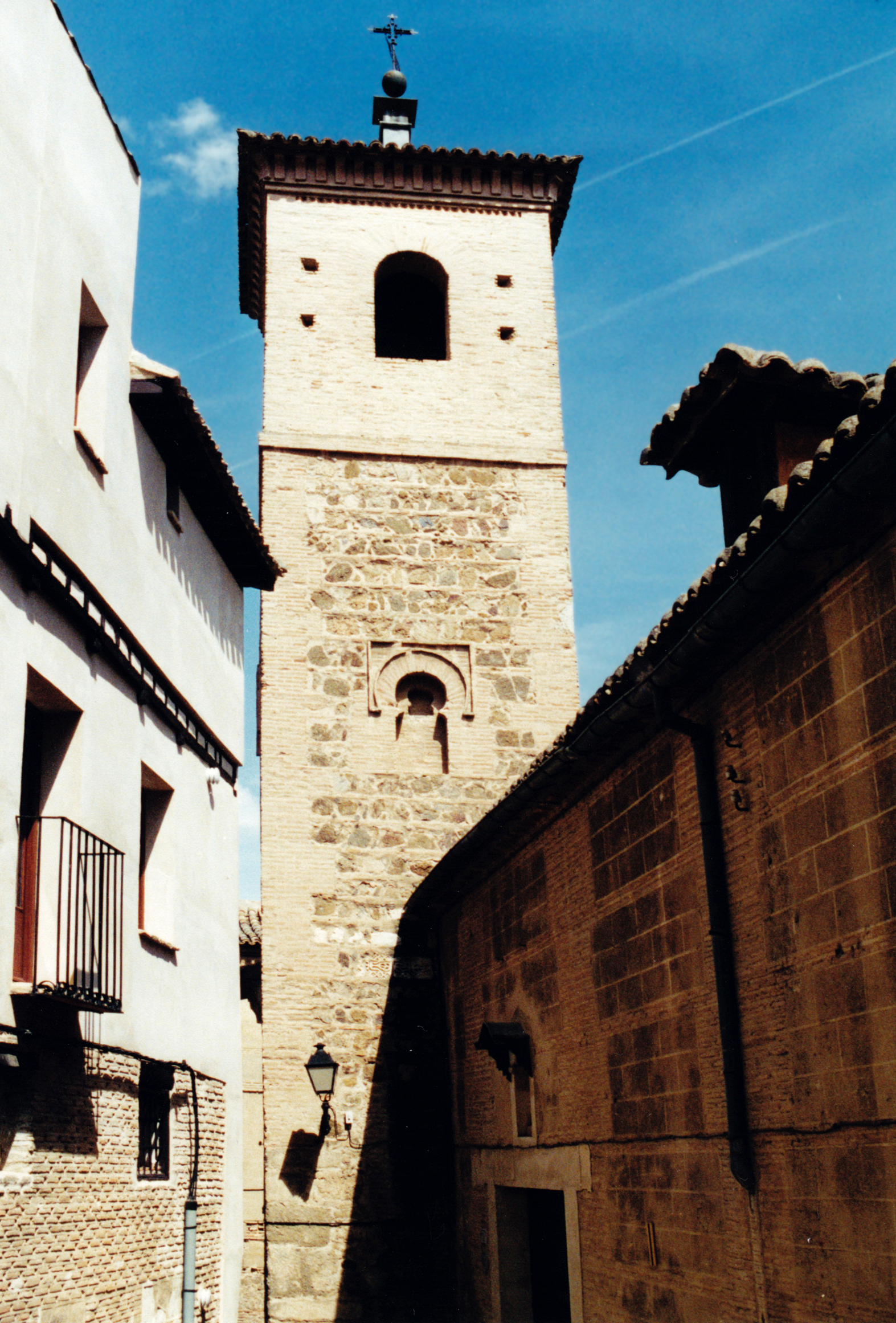
A torony
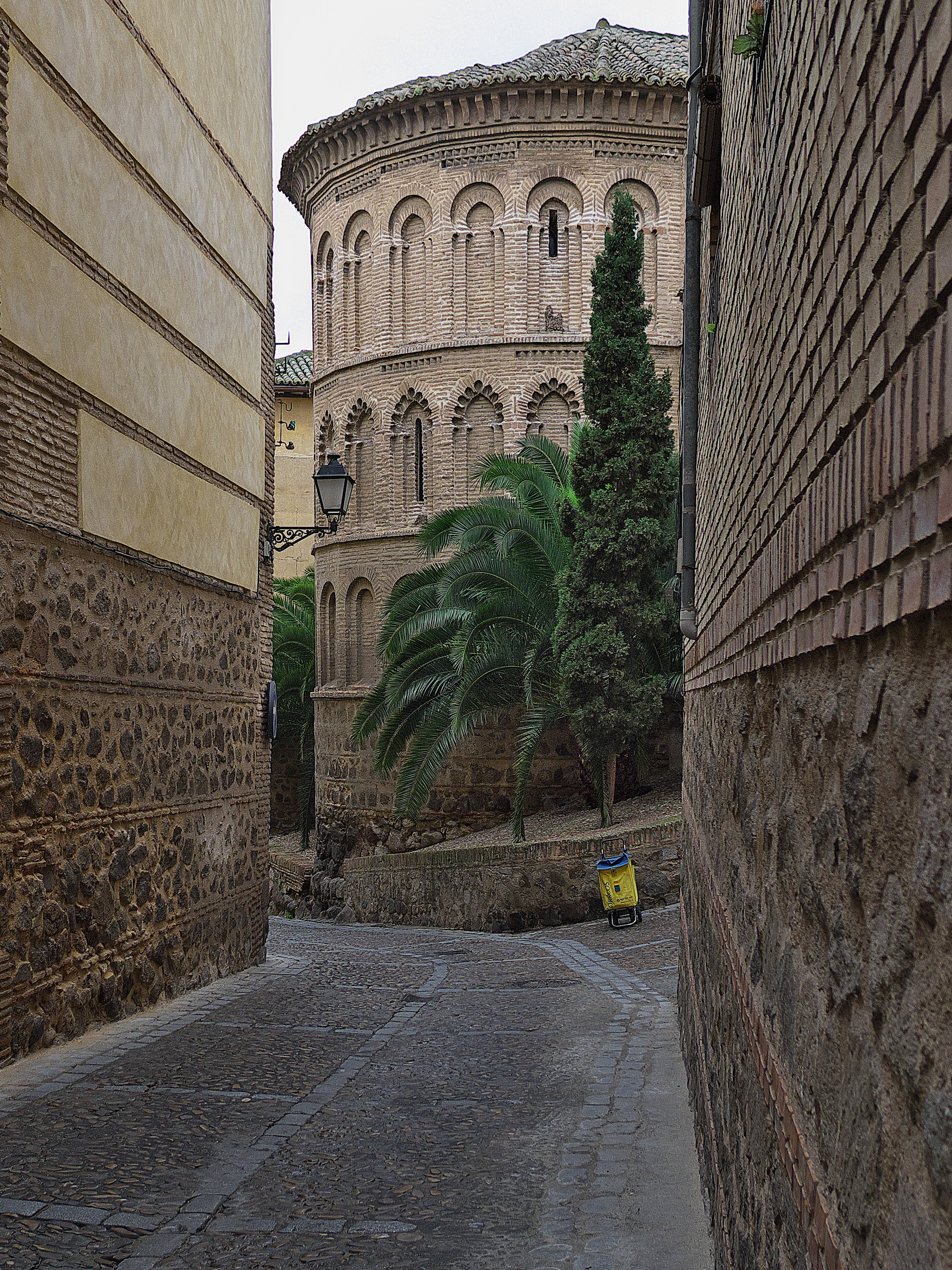
Egy szűk utcából nézve
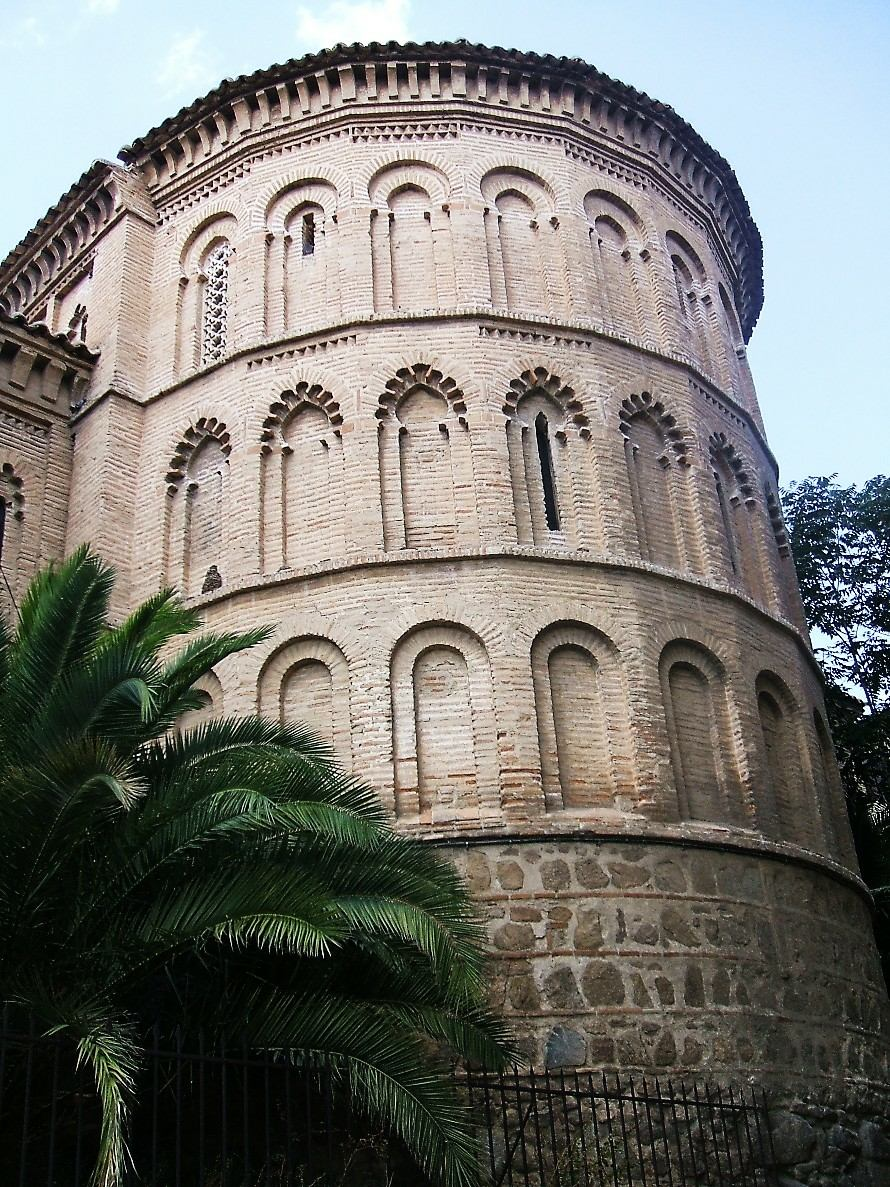
A szentély kívülről